# Riccia fluitans
La Riccia fluitans è una pianta che vive nei laghi e nei fiumi, solitamente sul pelo dell'acqua formando folti cuscinetti che sono l'ideale rifugio per i piccoli pesci e per gli avannotti appena nati.
Tuttavia la si trova talvolta anche sommersa, in natura, dove attecchisce sul fango e prende una forma terrestre sviluppando dei corti rizoma che le permettono di ancorarsi da sola sul fondo.
Il suo ambiente ideale ha le seguenti caratteristiche:
- Temperatura: da 10 a 28 °C
- Durezza dell'acqua: da molto tenera a dura
- pH: da 5 a 8

## In acquario
Da questi dati si evince che la pianta si adatta facilmente al nostro acquario d'acqua dolce e non ha moltissime pretese in tema di valori dell'acqua.
In natura ne esistono di due tipi distinguibili dai colori che vanno dal verde chiaro al verde smeraldo.
La specie più chiara cresce meglio con una bassa illuminazione.
Nella crescita galleggiante è una pianta parca che non ha grosse esigenze di nutrienti, CO2 e luce visto che è a contatto con i neon e ha libero accesso al più grande serbatoio naturale di CO2 presentato dall'aria stessa.
Il giapponese Takashi Amano ha dato l'ispirazione a molti acquariofili sulla coltivazione sommersa di questa pianta che, in queste condizioni, richiede una forte illuminazione, una buona fertilizzazione, aggiunta di CO2 in vasca e tanta tanta cura e pazienza.
Può essere ancorata con del filo finissimo da pesca o una retina per capelli a tronchi e pietre.
In queste condizioni la coreografia offerta da questa pianta è davvero spettacolare e una vera chicca sono le bolle di ossigeno, che si vengono a formare punta delle sue foglioline, fenomeno chiamato "Pearling".
Richiede comunque moltissima cura e costanza in queste condizioni in quanto, non avendo radici, tende innanzitutto a staccarsi dal supporto su cui è stato ancorato e poi a marcire nella parte sottostante a contatto con il supporto.
Richiede quindi frequenti potature e rilegature.
In conclusione è un'ottima ossigenatrice ed utilissima come nascondiglio per i pesci appena nati, che altrimenti verrebbero mangiati.